# Strategic Airlines
Strategic Airlines, coneguda com a Strategic Airlines Luxembourg, era una companyia de vols xàrter amb seu a Luxemburg que operava vols fora del Regne Unit. La línia aèria tenia bases a Manchester, Birmingham i Londres-Gatwick amb oferta de vacances de vols xàrter per als principals majoristes de viatges.

## Història
La línia aèria va ser creada al juliol de 2010 a Luxemburg com una filial de la companyia aèria australiana Strategic Airlines, que més tard va ser tornada a nomenar com a Air Austràlia el 15 de novembre de 2011.
Strategic Airlines va iniciar els seus serveis a l'octubre de 2010 amb un sol Airbus A320 de les seves bases a Manchester, Birmingham i Londres-Gatwick. La línia aèria va incrementar la seva flota a tres Airbus A320 el 2011.

## Flota
La flota Strategic Airlines Luxemburg estava composta de les següents aeronaus amb una edat mitjana de 19,3 anys a partir d'agost 2012:
| Avions          | Flota | Passatgers | Notes |
| --------------- | ----- | ---------- | ----- |
| Airbus A320-212 | 3     | 180        |       |
| Total           | 3     |            |       |

## Destinacions
Els vols operats des de Londres Gatwick.
Xipre
- Larnaca Aeroport
- Aeroport Paphos

Grècia
- Corfú - Ioannis Kapodistrias Aeroport
- Aeroport internacional d'Heraklion
- Aeroport internacional de Rodes
- Skiathos Aeroport
- Aeroport de Tessalònica
- Zakynthos Aeroport

Els vols operats des de l'aeroport de Manchester (a partir d'agost de 2012):
Xipre
- Larnaca Aeroport
- Aeroport Paphos

Grècia
- Corfú - Ioannis Kapodistrias Aeroport
- L'aeroport internacional d'Heraklion
- Aeroport internacional de Kos
- Aeroport internacional de Rodes
- Skiathos Aeroport
- Zakynthos Aeroport

Vols operen des de l'aeroport internacional de Birmingham (Regne Unit): 
Grècia
- Corfú - Ioannis Kapodistrias Aeroport
- Aeroport internacional d'Heraklion
- Zakynthos Aeroport
- Illa de Rodes - Diagros Aeroport